# Lowlife Princess: Noir
Lowlife Princess: Noir는 대한민국의 가수 비비의 데뷔 정규 음반으로, 필굿뮤직을 통해 2022년 11월 18일에 발매되었다.

## 싱글
"가면무도회"는 2022년 9월 27일에, "모토스피드 24시"와 "불륜"은 10월 24일에 발매되었다.

## 주제
Lowlife Princess: Noir는 2044년을 배경으로 박찬욱의 <친절한 금자씨>에서 영감을 받은 캐릭터 "오금지"의 이야기를 다룬다. 오금지는 "어렸을 때 버려졌고 나쁜 년임에도 사랑을 받고 싶어 하는 캐릭터"이다. 공해와 결핍이 서울을 황폐화시키고 사람들이 <신 시티> 풍의 지하 세계를 장악하기 위해 싸우자, 그는 절망의 구렁텅이에서 일어나 무법천지의 여왕이 된다.

## 음악 및 가사
비비는 "낮은 곳을 대변하는 듯한 음악과 이야기를 들려준다." 음반의 프로덕션은 가사의 맹렬함을 반영해 다크 팝 ("조또"), 퓨처 EDM ("철학보다 무서운 건 비비의 총알"), 팝 락 ("City Love"), 라틴 비트 ("나쁜X"), 얼터너티브 R&B ("가면무도회") 등 활기찬 사운드의 혼합을 제공한다.

## 평가
| 전문가 평가 | 전문가 평가 |
| 평가 점수   | 평가 점수   |
| 출처        | 점수        |
| ----------- | ----------- |
| 이즘        | 3/별        |
| NME         | 4/별        |
| 리드머      | 4/별        |

<이즘>의 염동교 평론가는 음반에 5점 만점에 3점을 주었다. 그에 따르면, "실력과 카리스마를 두루 갖춘 비비는 솔직한 노랫말과 감각적인 사운드로 토양을 다졌고 신보 <Lowlife Princess: Noir>로 정체성을 확고하게 했다. 알앤비와 힙합 양쪽을 오가며 거침없이 풀어내는 서사로 MZ세대에 소구력을 발휘했다."
<NME>의 타누 라즈 평론가는 5점 만점에 4점을 주었다. 그에 따르면, "비비는 데뷔 정규 음반을 통해 K팝에서 가장 매력적인 스토리텔러 중 한 명으로 자리잡았다."
<리드머>의 김효진 평론가도 5점 만점에 4점을 주었다. 그에 따르면, "비비는 확실히 탄탄한 스토리텔러"로 "구체적인 설정과 적절한 단어 선택으로 캐릭터를 눈앞에 당도하게 하고 리스너를 단숨에 매혹한다."

### 연말 목록
| 출판사             | 목록                                  | 순위 | 각주   |
| ------------------ | ------------------------------------- | ---- | ------ |
| <지니어스>         | 2022년 최고의 음반 50장               | 38   | [ 9 ]  |
| <NME>              | 2022년 최고의 아시아 음반 25장        | 16   | [ 10 ] |
| <리드머>           | 2022년 최고의 한국 R&B 음반 10장      | 7    | [ 11 ] |
| <롤링 스톤 인디아> | 2022년 최고의 한국 힙합 R&B 음반 15장 | 2    | [ 7 ]  |
| <타임>             | 2022년 최고의 K팝 노래와 음반         | 빈칸 | [ 3 ]  |

## 곡 목록
전체 작사·작곡: 비비
| #            | 제목                                       | 작사         | 작곡                   | 재생 시간 |
| ------------ | ------------------------------------------ | ------------ | ---------------------- | --------- |
| 1.           | 〈Intro〉                                  | 더 니드      | 더 니드                | 1:07      |
| 2.           | 〈철학보다 무서운 건 비비의 총알〉         |              | 더 니드                | 3:10      |
| 3.           | 〈나쁜X〉                                  |              | 더 니드                | 2:45      |
| 4.           | 〈가면무도회〉                             |              | 더 니드                | 3:23      |
| 5.           | 〈모토스피드 24시〉                        |              | 더 니드                | 2:13      |
| 6.           | 〈불륜〉                                   |              | 조이 초                | 1:06      |
| 7.           | 〈Loveholic's Hangover〉 (featuring 샘 김) |              | 웰컴 이안, 플라워 비츠 | 2:48      |
| 8.           | 〈Wet Nightmare〉                          |              | 맥스 & 카일, 트웰브    | 2:58      |
| 9.           | 〈마녀사냥〉                               |              | 더 니드                | 1:14      |
| 10.          | 〈Lowlife Princess〉                       |              | 퍼플, 마이키           | 2:31      |
| 11.          | 〈조또〉                                   |              | 마이키, 엔, 퍼플       | 3:13      |
| 12.          | 〈City Love〉                              |              | 퍼플                   | 3:13      |
| 총 재생 시간 | 총 재생 시간                               | 총 재생 시간 | 총 재생 시간           | 30:18     |

## 차트
| 차트 (2022)          | 최고 순위 |
| -------------------- | --------- |
| 대한민국 음반 (써클) | 7         |

## 판매량
| 지역     | 판매량 |
| -------- | ------ |
| 대한민국 | 17,971 |